# Деліо Россі
Деліо Россі (італ. Delio Rossi, нар. 26 січня 1960, Ріміні) — італійський футболіст, що грав на позиції півзахисника. По завершенні ігрової кар'єри — футбольний тренер.

## Ігрова кар'єра
У дорослому футболі дебютував 1978 року виступами за команду «Форлімпополі», в якій провів два сезони, взявши участь у 54 матчах чемпіонату.
Протягом 1980—1981 років захищав кольори команди клубу «Каттоліка». Своєю грою за останню команду привернув увагу представників тренерського штабу «Фоджі», до складу якої приєднався 1981 року. Відіграв за команду з Фоджі наступні шість сезонів своєї ігрової кар'єри. Більшість часу, проведеного у складі «Фоджі», був основним гравцем команди, за яку провів 151 матч і забив 4 голи.
Протягом 1987—1989 років захищав кольори команди клубу «Віз Пезаро».
Завершив професійну ігрову кар'єру у клубі Серії С2 «Андрія», за який виступав протягом 1989—1990 років.

## Кар'єра тренера
Розпочав тренерську кар'єру відразу ж по завершенні кар'єри гравця, 1990 року, очоливши тренерський штаб клубу «Торремаджоре» з аматорської Ліги Промоціоне, потім працював з молодіжним складом «Фоджі».
У 1993 році Россі очолив клуб Серії С1 «Салернітана», з якою він посів 3-е місце в чемпіонаті, а потім, перемігши «Лодіджані» та «Юве Стабія», вивів команду в Серію В. У наступному сезоні Россі з «Салернітаною» до останнього туру претендував на вихід у Серію А, але програв 1:2 «Аталанті».
У липні 1995 року Россі очолив «Фоджу», де провів один сезон. Потім Деліо тренував «Пескару», з якою зайняв 6-те місце в Серії В.
У 1997 році Россі знову очолив «Салернітану», яку цього разу таки вивів у Серію А, при цьому його клуб встановив, на той момент, рекорд Серії В за кількістю набраних очок. За що йому дали прізвисько «пророк». Пізніше президент команди, Ан'єлло Аліберті, двічі звільняв Россі, який, при цьому, залишався улюбленцем тіффозі клубу.
У 1999 році Россі очолив «Дженоа», з якою зайняв 6-е місце в Серії В, а потім двічі «Пескару», яку в 2001 році не зміг врятувати від вильоту в Серію С1. У «Пескару» Россі потрапляв завдяки протекції його друга, Антоніо Олів'єрі, що був віце-президентом цього клубу.
У січні 2002 року Россі замінив Альберто Кавазіна на посту головного тренера «Лечче», але закінчив сезон з вильотом до Серії В. У сезоні 2002/03 Россі допоміг клубу повернутися у вищий італійський дивізіон, а на наступний рік утриматися в Серії А, зайнявши 10-е місце. У сезоні 2004/05 Россі, після 15-го туру, очолив «Аталанту» і врятував клуб від вильоту в Серію В.
Влітку 2005 року Россі був призначений головним тренером «Лаціо». Він зайняв з клубом 6-е місце, але через Кальчополі клуб був позбавлений 30 очок і не потрапив в Кубок УЄФА. 10 березня 2006 року Россі перепідписав контракт з «Лаціо» до 30 червня 2009 року. Сезон 2006/07 клуб через Кальчополі почав з -11 очками, пізніше зменшеними до -3, але клуб зміг виступити добре і зайняв третє місце, а також здобув переконливу перемогу (3:0) в дербі з «Ромою»; після цієї гри всі гравці і тренери викупалися у фонтані Джаніколо. У наступному сезоні клуб переслідували травми, а також втома через виступ команди в Лізі чемпіонів. У результаті клуб посів лише 12-е місце. Пішли чутки про звільнення тренера, але президент римського клубу, Лотіто, дав Россі ще один рік. В цьому році клуб виграв свій перший за довгий час трофей — Кубок Італії, під час боротьби за який «орли» вибили з розіграшу такі клуби, як «Ювентус» та «Мілан». 3 червня 2009 року було оголошено, що Россі більше не є тренером «Лаціо».
23 листопада 2009 року Россі замінив Вальтера Дзенгу на посаді тренера «Палермо», підписавши контракт на 2 роки. У клуб Россі привів весь штаб, який працював з ним в «Лаціо»: другого тренера Феделе Лімоні, тренера з фізпідготовки Вальтера Віо і тренера воротарів Маріо Парадізі. 27 лютого 2011 року «Палермо» Россі програв з рахунком 0:7 «Удінезе»; тренер узяв всю провину на себе. 1 червня 2011 року залишив «Палермо» у зв'язку з закінченням терміну контракту.
7 листопада 2011 року був призначений головним тренером «Фіорентини», підписавши контракт до літа 2013 року. 2 травня 2012 року на 32-й хвилині матчу «Фіорентини» проти «Новари» при рахунку 0:2 Россі накинувся на півзахисника «фіалок» Адема Ляїча, який висловив невдоволення ранньою заміною саркастичними оплесками на адресу тренера. Після гри почесний президент «Фіорентини» Андреа Делла Валле вирішив відправити Россі у відставку. Сам Россі сказав: «Після заміни по дорозі до лави запасних Ляїч сказав: „Молодець, маестро. Ти дійсно феномен“. Я сказав йому, щоб він не смів себе так вести, на що Ляїч відповів мені сербською. За свою тренерську кар'єру я попрацював з багатьма сербськими футболістами, тому чудово знаю сенс сказаної ним фрази. Він сказав, щоб я повертався туди, звідки з'явився на світ. Після цих слів я втратив контроль над собою». Гравець «Фіорентини», Валон Бехрамі, повідомив, що Россі збрехав: «Ляїч поклявся, що не говорив тих слів, які йому приписав Деліо Россі. До того ж, люди, які знаходилися в той момент на лавці запасних, теж нічого не чули. Тренеру не варто було говорити неправду». Сам тренер був дискваліфікований на три місяці.
17 грудня 2012 року Россі очолив «Сампдорію», змінивши Чіро Феррару. 10 лютого 2012 року в матчі 24-го туру Серії А проти «Роми» (3:1) Россі був видалений за непристойний жест на адресу Ніколаса Бурдіссо, а згодом був дискваліфікований на 2 матчі і приніс вибачення гравцеві. 15 травня 2012 року «Сампдорія» продовжила контракт з тренером, проте вже в наступному сезоні команда з самого початку показувала погані результати, що спершу вилилося у відкритий лист клубу від вболівальників, а потім і у відставку головного тренера Деліо Россі з усім тренерським штабом.
4 травня 2015 року призначений головним тренером «Болоньї». Контракт був підписаний до 30 червня 2015 року. Деліо змінив на цьому посту уругвайського наставника Дієго Лопеса. Під керівництвом Россі «Болонья» зайняла 4-е місце у Серії B і за підсумками плей-оф проти «Пескари» (0:0 на виїзді та 1:1 вдома), вийшла у серію А 2015/16. 28 жовтня 2015 року Россі був звільнений через день після домашнього матчу 10-го туру Серії А проти «Інтернаціонале» (0:1).

## Титули і досягнення

### Як тренера
- Володар Кубка Італії (1):

«Лаціо»: 2008–2009